# Hacienda Heights
Hacienda Heights é uma Região censo-designada localizada no estado americano da Califórnia, no Condado de Los Angeles. Segundo o censo de 2010, a comunidade tinha uma população total de 54.038, contra 53.122 no censo de 2000. A cidade é conhecida por suas famílias abastadas que emigraram da Ásia e tem uma população grande de profissionais que trabalham com graus avançados.

## Demografia
Segundo o censo americano de 2000, a sua população era de 53.122 habitantes.

## Geografia
De acordo com o United States Census Bureau tem uma área de 29,5 km², dos quais 29,5 km² cobertos por terra e 0,0 km² cobertos por água.

## Localidades na vizinhança
O diagrama seguinte representa as localidades num raio de 8 km ao redor de Hacienda Heights.